# Давыдов, Александр Васильевич
Александр Васильевич Давыдов (29 сентября 1881 года, Тамбов — 15 октября 1955 года, Нью-Йорк) — военный, журналист, общественный деятель, масон, великий командор Русского совета 33 степени.

## Биография
Православный. Из дворян. Правнук декабристов В. Л. Давыдова и С. П. Трубецкого.
В 1884 году переехал с матерью и братьями в Москву. С 9 лет совершал поездки за границу, жил в имениях. До 10 лет воспитывался гувернанткой Фукэ. Жил с братьями в Разумовском институте, затем в Елизаветинском институте, где тётя была начальницей.
В сентябре 1892 поступил во 2 класс 2 Московской гимназии. Затем окончил юридический факультет Санкт-Петербургского университета.
В 1904—1905 годах — рядовой и вольноопределяющийся (доброволец из вольноопределяющихся) на русско-японской войне. В 1904 году служил в Чембарском полку Отдельного отряда генерала Э. В. Экка. Георгиевский кавалер.
В 1911—1912 годах служил в Особенной канцелярии по кредитной части Министерства финансов, ездил в командировки в Париж и Берлин, где изучал банковское дело. В 1912 году в звании камер-юнкера, коллежский канцелярист. В 1912—1916 годах — член Санкт-Петербургского Английского клуба.
В 1914—1916 годах был освобождён от воинской повинности. В 1915 году служил в Красном Кресте, числясь в кредитной канцелярии. Во время Первой мировой войны уполномоченный Российского общества Красного Креста по Севастопольскому градоначальству. Помещик. Земский деятель Таврической губернии. Издатель газет «Ялтинский курьер» (1912—1920), «Таврический голос» (1917—1920), «Крымская мысль» (1920).
В 1918—1920 жил в Крыму, вёл хозяйство в имениях. В ноябре 1918 года — исполняющий обязанности начальника протокола при Крымском краевом правительстве. В начале 1920 года эвакуирован на корабле «Русь». С 1922 году член правления Крымского землячества в Париже. В 1923 году вошёл в комитет только созданной Лиги борьбы с антисемитизмом. В 1925—1926 годах работал как журналист, жил в Париже. В 1927 году — директор, в 1931 году — администратор общества. Около 1933 года — секретарь Общества русских владельцев ресторанов.
С началом Второй мировой войны жил в США, в 1953 году — в Нью-Йорке. Его библиотека (тысяча томов) была конфискована фашистами. Как журналист, сотрудничал в «Возрождении», «Новом журнале», «Новом русском слове». Член правления Русского литературного кружка в Нью-Йорке, ревизионной комиссии Литературного фонда. Этнограф. Мемуарист.
Умер после продолжительной болезни в Нью-Йорке 15 октября 1955 года.

## В масонстве
Состоял в нескольких ложах Великой ложи Франции.
Присоединён к ложе «Астрея» № 500 17 июня 1922 года. Возведен во 2 и 3 градусы 7 июля 1922 года. Секретарь ложи с 1922 года. Первый страж с 28 апреля 1923 по 1924 год. Вышел в отставку из ложи 7 октября 1926 года.
Присоединён к ложе «Северное сияние» № 523 21 марта 1925 года. Судебный делегат в 1926 году. Вышел в отставку из ложи 21 мая 1927 года.
Член ложи «Юпитер» № 536 со дня основания. Первый страж в 1927 году. Досточтимый мастер в 1927—1930 годах [и в 1936—1938]. Знаменосец в 1932—1933 годах. Почётный член ложи с 21 июня 1934 года. Возобновил членство в ложе после войны.
Член-основатель ложи «Гамаюн» № 624. Секретарь ложи со дня основания. Вышел в отставку из ложи в 1939 году.
Также был членом различных организационных структур дополнительных степеней Древнего и принятого шотландского устава. Состоял в Верховном совете Франции, впоследствии в Русском совете 33 степени.
С 1932 года член ложи совершенствования «Друзья любомудрия» № 542. Вышел в отставку из ложи 26 декабря 1934 года.
Посещал собрания капитула «Астрея» № 495 с 5 января 1923 года. Посвящён в степень Рыцаря розы и креста (18°) 20 января 1925 года, в этот же день был назначен на должность Первого стража. Член капитула до 1932 года.
В 1930 году посвящён в степень Рыцарь кадош (30°). Великий мастер ареопага «Ordo ab Chao» № 639 в 1934 году. Член ареопага до кончины.
С 1931 года член консистории «Россия» № 563 (32°). Великий командор (президент) консистории в 1936—1937 годах.
Возведён в 33° в 1930 году. Член Русского совета 33 степени со дня основания в 1936 году. Великий командор в 1937—1938 годах. Знаменосец в 1939 году. Член совета по 1940 год.

## Семья
- Отец: Владимир Петрович (октябрь 1852—1900) — гвардейский офицер, затем чиновник особых поручений при Тамбовском

губернаторе.
- Мать: Ливен Ольга Александровна (1857 — 11.1.1923).
- Братья: Василий (р. 1877); Пётр (1879—1916).
- Сестра: Мариамна.
- Жена: де Миллер Ольга Яковлевна (1899 — 25.5.1975) — певица.
- Дочь: Ольга (5.4.1928 — 6.3.1992 (1991)), во 2-м браке Дакс.